# Пролік
Пролік — це фармакологічно неактивний препарат або сполука, яка після приймання метаболізується (тобто перетворюється в організмі) у фармакологічно активний препарат. Замість безпосереднього введення препарату можна використовувати відповідний пролік, щоб покращити процес всмоктування, розподілу, метаболізму та виведення препарату (ADME).
Проліки часто призначені для покращення біодоступності, коли сам препарат погано всмоктується зі шлунково-кишкового тракту. Пролік можна використовувати для покращення того, наскільки вибірково лікарський засіб взаємодіє з клітинами або процесами, які не є його передбачуваною мішенню. Це зменшує несприятливі або небажані ефекти препарату, особливо важливо під час лікування, наприклад хіміотерапії, яка може мати серйозні небажані та ненавмисні побічні ефекти.
Примітка 1: Змінено з реф.

## Історія
Багато рослинних екстрактів, які історично використовувалися в медицині, містять глікозиди (похідні цукру) активного агента, які гідролізуються в кишечнику з вивільненням активного та більш біодоступного аглікону. Наприклад, саліцин є β-D-глюкопіранозидом, який розщеплюється естеразами з вивільненням саліцилової кислоти. Аспірин, ацетилсаліцилова кислота, вперше виготовлена Феліксом Гоффманом з Bayer у 1897 році, є синтетичним проліком саліцилової кислоти. Проте, в інших випадках, таких як кодеїн і морфін, введений препарат ферментативно активується з утворенням похідних цукру (морфінглюкуронідів), які є більш активними, ніж вихідна сполука.
Перший синтетичний протимікробний препарат, арсфенамін, відкритий у 1909 році Сахачіро Хата(Sahachiro Hata) в лабораторії Пауля Ерліха, не є токсичним для бактерій, доки організм не перетворить його в активну форму. Подібним чином пронтозил, перший сульфаніламідний препарат (відкритий Герхардом Домагком у 1932 році), має бути розщеплений в організмі для вивільнення активної молекули, сульфаніламіду. З того часу було виявлено багато інших прикладів.
Терфенадин, перший неседативний антигістамінний засіб, довелося вилучити з ринку через низький ризик серйозних побічних ефектів. Однак було виявлено, що терфенадин є проліками активної молекули фексофенадину, яка не несе в собі таких же ризиків, як вихідна сполука. Тому фексофенадин може бути розміщений на ринку як безпечна заміна оригінального препарату.
Лоратадин, ще один неседативний антигістамінний препарат, є проліком дезлоратадину, який значною мірою відповідає за антигістамінергічні ефекти вихідної сполуки. Проте у цьому випадку вихідна сполука не має побічних ефектів, пов'язаних з терфенадином, тому в даний час (станом на 2024 рік) продаються як лоратадин, так і його активний метаболіт дезлоратадин.

## Останні проліки
Приблизно 10 % усіх ліків, що продаються в усьому світі, можна вважати проліками. З 2008 року принаймні 30 проліків було схвалено УПМ (FDA). Сім проліків було схвалено у 2015 році та шість у 2017 році. Прикладами схвалених проліків є дабігатран етексилат (схвалений у 2010 році), габапентин енакарбіл (2011 рік), софосбувір (2013 рік), тедізолід фосфат (2014 рік), ізавуконазоніум (2015 рік), арипіпразол лауроксил (2015 рік), селексипаг (2015 рік), латанопростен бунод (2017), бензгідрокодон (2018), тозинамеран (2020) і сердексметилфенідат (2021).

## Класифікація
Проліки можна класифікувати на основі того, як організм перетворює проліки в кінцеву активну лікарську форму, на два типи:
- Проліки типу I біоактивуються всередині клітин (внутрішньоклітинно). Прикладами цього є противірусні аналоги нуклеозидів, які повинні бути фосфорильовані, і гіполіпідемічні статини.
- Проліки типу II біоактивуються поза клітинами (позаклітинно), особливо в травних рідинах або в системі кровообігу організму, зокрема в крові . Прикладами проліків типу II є саліцин (описаний вище) і певні антитіла-, ген- або вірус-спрямовані ферментні проліки, що використовуються в хіміотерапії або імунотерапії.

Обидва типи можна додатково класифікувати на підтипи на основі таких факторів як, Тип I місце внутрішньоклітинної біоактивації також є місцем терапевтичної дії, Тип ІІ чи відбувається біоактивація в шлунково-кишкових рідинах або в системі кровообігу.
| Тип    | Біоактивація сайт   | Підтип  | Тканинна локалізація біоактивації                                         | Приклади |
| ------ | ------------------- | ------- | ------------------------------------------------------------------------- | --- |
| Тип I  | Внутрішньоклітинний | Тип IA  | Терапевтичні тканини/клітини-мішені                                       | Ацикловір, фторурацил, циклофосфамід, діетилстильбестрол дифосфат, L-DOPA, меркаптопурин, мітоміцин, зидовудин                               |
| Тип I  | Внутрішньоклітинний | Тип IB  | Метаболічні тканини (печінка, клітини слизової оболонки ШКТ, легені тощо) | Карбамазепін, каптоприл, карізопродол, героїн, молсидомін, лефлуномід, паліперидон, фенацетин, примідон, псилоцибін, суліндак, фурсультіамін |
| Тип II | Позаклітинний       | Тип IIA | ШКТ рідини                                                                | Лопераміду оксид, оксифенізатин, сульфасалазин                                                                                               |
| Тип II | Позаклітинний       | Тип IIB | Системний кровообіг та інші відділи позаклітинної рідини                  | Ацетилсаліцилат, бакампіцилін, бамбутерол, хлорамфеніколу сукцинат, дипівефрин, фосфенітоїн, ліздексамфетамін, пралідоксим                   |
| Тип II | Позаклітинний       | Тип IIC | Терапевтичні тканини/клітини-мішені                                       | ADEPTs, GDEPTs, VDEPTs |

## Підтипи
Проліки типу IA включають багато антимікробних і хіміотерапевтичних засобів (наприклад, 5-фторурацил).
Препарати типу IB покладаються на метаболічні ферменти, особливо в клітинах печінки, для біоактивації внутрішньоклітинних проліків до активних препаратів.
Проліки типу II біоактивуються позаклітинно, або в середовищі шлунково-кишкових рідин (тип IIA), в системному кровообігу та/або інших компартментах позаклітинної рідини (тип IIB), або поблизу терапевтичних цільових тканин/клітин (тип IIC), покладаючись на загальні ферменти, такі як естерази та фосфатази, або цільові ферменти.
Важливо, що проліки можуть належати до кількох підтипів (тобто змішаного типу). Проліки змішаного типу — це ті, які біоактивуються на кількох ділянках паралельно або послідовно. Наприклад, проліки, які біоактивуються одночасно як у клітинах-мішенях, так і в метаболічних тканинах, можна позначити як проліки типу IA-IB (наприклад, інгібітори HMG Co-A редуктази та деякі хіміотерапевтичні засоби; зверніть увагу на символ «-» застосовується тут). Коли проліки біоактивуються послідовно, наприклад, спочатку в шлунково-кишкових рідинах, а потім системно в клітинах-мішенях, його позначають як проліки «типу IIA-IA» (наприклад, тенофовіру дизопроксил; зверніть увагу на символ «-» тут). Багато антитіло-вірусних і ген-спрямованих ферментних проліків (ADEPTs, VDEPTs, GDEPTs) і запропоновані препарати, пов'язані з наночастинками або наноносіями, зрозуміло, що можуть бути послідовними проліками змішаного типу. Щоб відрізнити ці два підтипи, символ тире «-» використовується для позначення та вказівки на послідовні етапи біоактивації та призначений для відмінності від символу косої риски «/», який використовується для проліків паралельного змішаного типу.